# Îles Voronina
L'île de Voronina ou îles Voronina (en russe : Острова Воронина ou Остров Воронина) est un groupe isolé de deux îles composé d'une île plus grande et d'une île étroite sur son côté nord séparés de 3 kilomètres.

## Étymologie
Les îles Voronina ont été nommées d'après le capitaine de la marine soviétique Vladimir Voronin. Puisque "Voronina" est un génitif russe, la combinaison "Îles Voronina" est techniquement incorrecte. Même ainsi, le nom "Îles Voronina" est devenu populaire et son utilisation s'est répandue de cette manière pendant de nombreuses décennies et dans de nombreuses cartes et atlas modernes.

## Géographie

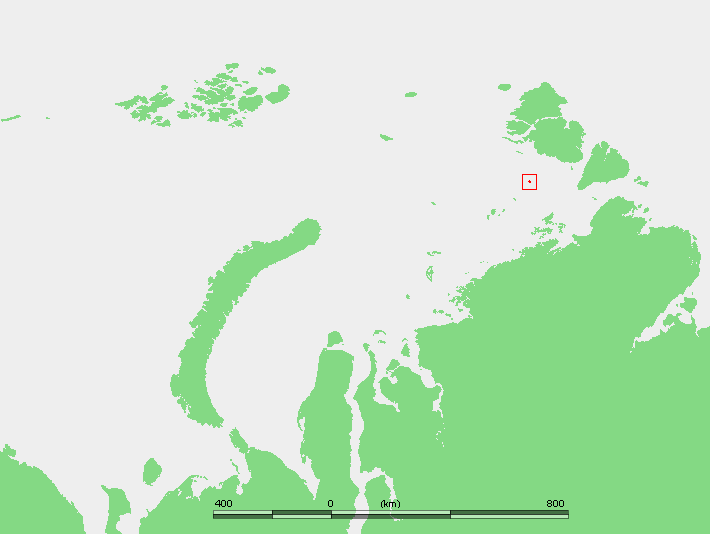
Localisation de Voronina dans la mer de Kara.

L'île principale de Voronina mesure environ 9 kilomètres de long et 6 kilomètres de large et est couverte de végétation de toundra et de glace. L'îlot nord étroit mesure environ 5 kilomètres de longueur et un peu plus de 500 mètres de largeur. Ces îles sont situées dans les régions du nord-est de la mer de Kara, à environ 130 kilomètres à l'ouest des côtes de Severnaya Zemlya et à 72 kilomètres au nord-nord est des îles Kirov.
La mer entourant ces deux îles isolées est recouverte de banquise en hiver et il y a de nombreuses glaces même en été, qui dure à peine deux mois. Le climat est si rigoureux qu'il y a des années où, à la latitude de l'île de Voronina, les eaux environnantes de la mer de Kara ne fondent pas et restent gelées pendant l'été.
Ce groupe d'îles appartient à la division administrative de kraï de Krasnoïarsk de la fédération de Russie. Voronina est également un lieu de reproduction pour les ours polaires et un refuge faunique faisant partie de la réserve naturelle d'État du Grand Arctique, la plus grande réserve naturelle de l'Arctique russe.